# Konstantin Batjuškov
Konstantin Nikolajevič Batjuškov (rus. Константи́н Никола́евич Ба́тюшков, 29. svibnja 1787., Vologda, Rusko Carstvo – 19. lipnja 1855., Vologda) bio je ruski pjesnik i prethodnik Aleksandra Sergejeviča Puškina.

## Vanjske poveznice
- FEB: K.N. Batjuškov (sabrana djela, monografska istraživanja)
- Ruska virtualna biblioteka: K.N. Batjuškov